# Puchałowo (przystanek kolejowy)
Puchałowo – zamknięty przystanek osobowy w Puchałowie na linii kolejowej nr 225 Nidzica – Wielbark, w województwie warmińsko-mazurskim w Polsce.